# Кембъл
Вижте пояснителната страница за други значения на Кембъл.
Кембъл (на английски: Campbell) е град в окръг Санта Клара в Района на Санфранциския залив, щата Калифорния, Съединените американски щати.

## География
Намира се в Силициевата долина. Има население от 38 138 души (2000) и обща площ от 14,8 кв. км (5,7 кв. мили).

## История
Наречен е на Бенджамин Кембъл, пристигнал в Калифорния с баща си Уилям Кембъл през 1846 г., основал дъскорезница в Саратога и направил земемерско измерване на градовете Сан Хосе и Санта Клара.
Кембъл придобива статут на град през 1952 г.